# Julián Coronel
Julián Coronel (Assunção, 23 de outubro de 1958) é um ex-futebolista profissional paraguaio, que atuava como goleiro.

## Carreira
Julián Coronel fez parte do elenco da Seleção Paraguaia de Futebol da Copa do Mundo de 1986